# Почасово възнаграждение
Почасовото възнаграждение е вид възнаграждение за вече извършена дейност, труд или услуга. Почасовото възнаграждение както името подсказва е базирано на количеството работа извършена за един час.